# Gran Premi d'Emília-Romanya
El Gran Premi de l'Emília-Romanya és una carrera d'automobilisme que forma part del Campionat Mundial de Fórmula 1.
Va formar part del calendari de la temporada 2020 degut al fet que el calendari original quedés afectat per la pandèmia de COVID-19.
A la Temporada 2021, també va aparèixer al calendari per suplantar l'ajornament del Gran Premi de la Xina degut al rebrot de COVID-19 al país asiàtic i a la suspensió del GP del Vietnam per motius polítics.
El nom d'aquest gran premi prové de la regió italiana on es troba el Circuit d'Enzo e Dino Ferrari.

## Guanyadors
| Any  | Pilot          | Constructor    | Circuit | Resultats |
| ---- | -------------- | -------------- | ------- | --------- |
| 2020 | Lewis Hamilton | Mercedes       | Imola   | Resultats |
| 2021 | Max Verstappen | Red Bull-Honda | Imola   | Resultats |
| 2022 | Max Verstappen | Red Bull-RBPT  | Imola   | Resultats |